# ヴァレーゼ県

ヴァレーゼ県
Provincia di Varese

ヴァレーゼ県（ヴァレーゼけん、イタリア語: Provincia di Varese）は、イタリア共和国ロンバルディア州に属する県の一つ。県都はヴァレーゼ。

## 地理

### 位置・広がり
ロンバルディア州の北西端に位置し、県域は南北に長く広がっている。北はスイスと国境を接し、西にピエモンテ州と境を接する。
隣接する県、およびそれに相当する行政区画は以下の通り。CHはスイス領、CH-TIはティチーノ州所属。
- ロカルノ郡（英語版）（CH-TI） - 北
- ルガーノ郡（英語版）（CH-TI） - 北東
- メンドリージオ郡（英語版）（CH-TI） - 東
- コモ県 - 南東
- ミラノ県 - 南
- ノヴァーラ県（ピエモンテ州） - 南西
- ヴェルバーノ・クジオ・オッソラ県（ピエモンテ州） - 北西

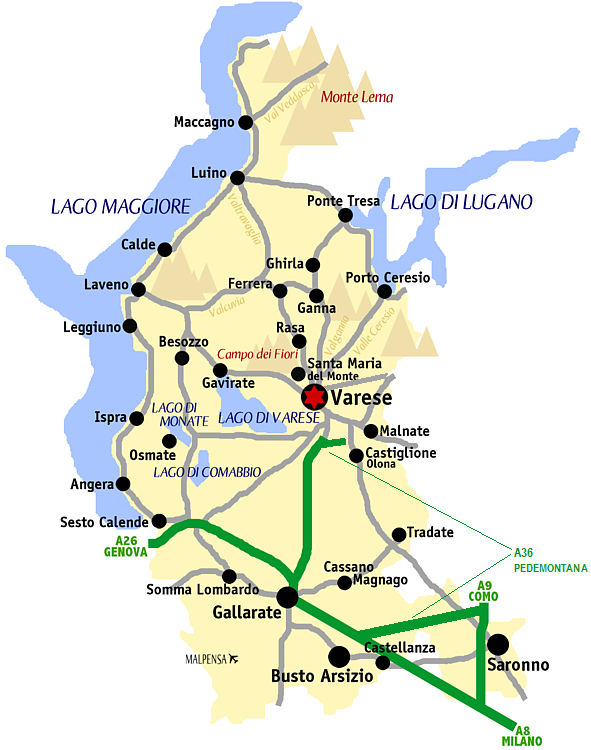
ヴァレーゼ県概略図

### 主要な都市
2001年の国勢調査に基づく居住地区（Località abitata）別人口統計によれば、人口1万5000人以上の都市は以下の通り。
- ヴァレーゼ - 77,486人
- ブスト・アルシーツィオ - 75,596人
- ガッララーテ - 46,356人
- サロンノ - 36,476人
- カッサーノ・マニャーゴ - 20,458人
- トラダーテ - 15,569人

- ヴァレーゼ
- ブスト・アルシーツィオ
- ガッララーテ

## 歴史
ヴァレーゼ県は、1927年1月2日に、これまでコモ県とミラノ県に属していたコムーネの一部を統合して創設された。

## 行政区画
ヴァレーゼ県には2023年1月1日現在、136のコムーネが属する。
主要なコムーネ（上位10位）は下表の通り。左端の数字はISTATコードを示す。人口は2020年1月1日現在。
| コード | 自治体名                 | 人口   |
| ------ | ------------------------ | ------ |
| 012026 | ブスト・アルシーツィオ   | 83,679 |
| 012133 | ヴァレーゼ               | 80,724 |
| 012070 | ガッララーテ             | 54,207 |
| 012119 | サロンノ                 | 38,785 |
| 012040 | カッサーノ・マニャーゴ   | 21,416 |
| 012127 | トラダーテ               | 18,727 |
| 012034 | カロンノ・ペルトゥゼッラ | 17,973 |
| 012123 | ソンマ・ロンバルド       | 17,561 |
| 012096 | マルナーテ               | 16,525 |
| 012118 | サマラーテ               | 16,057 |

### コムーネ
21世紀に入って以降、以下のコムーネ統廃合 (it:Fusione di comuni italiani) が行われている。
2014年発足
- マッカーニョ・コン・ピーノ・エ・ヴェッダスカ（マッカーニョ、ピーノ・スッラ・スポンダ・デル・ラーゴ・マッジョーレ、ヴェッダスカが合併）

2019年発足
- カドレッツァーテ・コン・オズマーテ（カドレッツァーテ、オズマーテが合併）

2023年発足
- バルデッロ・コン・マルジェッソ・エ・ブレーガノ（バルデッロ、マルジェッソ、ブレーガノが合併[4]）

## 経済・産業
航空機・自動車・バイク製造メーカー、アエルマッキの本社が、県内のヴェネゴーノ・スペリオーレにある。

## 観光
県には世界遺産として、以下がある。
- イタリアのロンゴバルド族:権勢の足跡 (568-774年) の一部
  - トルバ塔を含む城塞と城壁外の教会であるサンタ・マリア・フォリス・ポルタス （カステルセプリオ）

## スポーツ

### サッカー
県内に本拠を置くプロサッカークラブとしては以下がある。所属リーグは2012-13シーズン現在。
- ASヴァレーゼ1910 （ヴァレーゼ） - セリエB（2部リーグ）
- プロ・パトリア・カルチョ （ブスト・アルシーツィオ） - レガ・プロ2（4部リーグ）

## 人物

### 著名な出身者
- カルロ・アイロルディ - 19-20世紀の陸上競技選手。オリッジョ生まれ。
- ルイジ・ガンナ - 20世紀初頭の自転車ロードレース選手、ジロ・デ・イタリア初代総合優勝者。インドゥーノ・オローナ生まれ。
- フラミニオ・ベルトーニ - 20世紀の自動車デザイナー。ヴァレーゼ生まれ。
- ダリオ・フォ - 劇作家・演出家・俳優。ノーベル文学賞受賞者。サンジャーノ生まれ。
- ミーナ・マッツィーニ - 歌手。ブスト・アルシーツィオ生まれ。
- ウンベルト・ボッシ - 政治家、北部同盟設立者。カッサーノ・マニャーゴ生まれ。
- マリオ・モンティ - 経済学者・政治家、イタリア共和国首相。ヴァレーゼ生まれ。
- ルイジ・リーヴァ - 1960-70年代に活躍したサッカー選手。レッジューノ生まれ。
- クラウディオ・キアプッチ - 自転車ロードレース選手。ウボルド生まれ。
- ステファノ・ガルゼッリ - 自転車ロードレース選手。ヴァレーゼ生まれ。

### ゆかりの人物
- ジャンニ・ロダーリ - 20世紀の児童文学作家。ヴァレーゼの小学校で教鞭をとる。